# Clay Remini
Clay Remini (Milano, 22 febbraio 1958) è un compositore e disc jockey italiano.

## Biografia
Attivo nel campo della radio, è cresciuto ad Arnolds Park Iowa USA e poi a Milano dove ha intrapreso l'attività di arrangiatore e autore componendo musiche per la radio e la televisione.
Il debutto però avviene nel 1976 come disc jockey, a Superradio, successivamente a Radio 105 dove conduce un programma serale, Day by Day per passare a Radio Peter Flowers nell'80 dove si affermerà come direttore di produzione, ideatore di palinsesto e conduttore di un programma notturno in lingua inglese.
Ha ideato numerosi jingles per stazioni radiofoniche d'Italia: Radio 105, Radio Peter Flowers, RTL 102,5, Radio Milano International e successivamente R101, Radio Monte Carlo, RDS, Rai Radio 2, BBC Radio 1, NRJ, Virgin Radio Italia, Radio Kiss Kiss e numerose radio Americane. Clay Remini, ha partecipato alla creazione di spot pubblicitari: da Perlana a Sammontana, Pepsi, Kodak, Mulino Bianco etc.
Nel 1986 ha fondato la casa di produzione ZERODIBI'.